# Venturia hibiscellae
Venturia hibiscellae är en stekelart som beskrevs av David B. Wahl 1987. Venturia hibiscellae ingår i släktet Venturia och familjen brokparasitsteklar. Inga underarter finns listade i Catalogue of Life.